# Hanamaulu
Hanamaulu és una concentració de població designada pel cens dels Estats Units a l'estat de Hawaii. Segons el cens del 2000 tenia 3.272 habitants.

## Demografia
Segons el cens del 2000, Hanamaulu tenia 3.272 habitants, 902 habitatges, i 739 famílies La densitat de població era de 1122,71 habitants per km².
Dels 902 habitatges en un 35,3% hi vivien nens de menys de 18 anys, en un 55,2% hi vivien parelles casades, en un 19,7% dones solteres, i en un 18,1% no eren unitats familiars. En el 13,5% dels habitatges hi vivien persones soles el 5,1% de les quals corresponia a persones de 65 anys o més que vivien soles. El nombre mitjà de persones vivint en cada habitatge era de 3,62 i el nombre mitjà de persones que vivien en cada família era de 3,87.
Per edats la població es repartia de la següent manera: un 26,7% tenia menys de 18 anys, un 9,9% entre 18 i 24, un 25,8% entre 25 i 44, un 22,5% de 45 a 64 i un 15,1% 65 anys o més.
L'edat mediana era de 35,3 anys. Per cada 100 dones hi havia 96,28 homes. Per cada 100 dones de 18 o més anys hi havia 92,22 homes.
La renda mediana per habitatge era de 48.239 $ i la renda mediana per família de 51.042 $. Els homes tenien una renda mediana de 26.962 $ mentre que les dones 23.237 $. La renda per capita de la població era de 16.233 $. Aproximadament el 7,9% de les famílies i el 10,0% de la població estaven per davall del llindar de pobresa.

## Poblacions més properes
El següent diagrama mostra les poblacions més properes.